# Smooth Beck
Der Smooth Beck ist ein Fluss im Lake District, Cumbria, England. Der Smooth Beck entsteht als Abfluss des Robinson’s Tarn und des Wraymires Tarn. Der Fluss fließt in westlicher Richtung bis zu seiner Mündung in das Esthwaite Water.